# Alberto Grimaldi
Alberto Grimaldi (Nápoles, 28 de março de 1925 - Miami, 23 de janeiro de 2021) foi um produtor de cinema italiano.

## Biografia
Em sua longa carreira, Grimaldi produziu diversos dos mais importantes e populares filmes feitos na Itália e trabalhou com diretores como Federico Fellini, Bernardo Bertolucci, Martin Scorsese e Sergio Leone, com quem fez alguns dos mais famosos western spaghetti como Três Homens em Conflito, com Clint Eastwood, considerado a obra-prima do gênero.
Entre outros, Grimaldi produziu Satyricon, Il Casanova di Federico Fellini e Ginger e Fred de Fellini, Queimada! de Gillo Pontecorvo, a Trilogia dos Dólares, de Leone, Último Tango em Paris de Bertolucci, Salò ou os 120 Dias de Sodoma e Decameron de Pier Paolo Pasolini, O Homem de La Mancha, de Arthur Hiller e Gangues de Nova York, de Scorsese.

## Morte
Grimaldi morreu em 23 de janeiro de 2021 em Miami.